# Tariq Lamptey
Tariq Kwame Nii-Lante Lamptey (ur. 30 września 2000 w Londynie) – ghańsko-angielski piłkarz, występujący na pozycji obrońcy w angielskim klubie Brighton & Hove Albion oraz w reprezentacji Ghany. Uczestnik Mistrzostw Świata 2022. Wychowanek Chelsea. Były młodzieżowy reprezentant Anglii.